# تمريض الأطفال حديثي الولادة

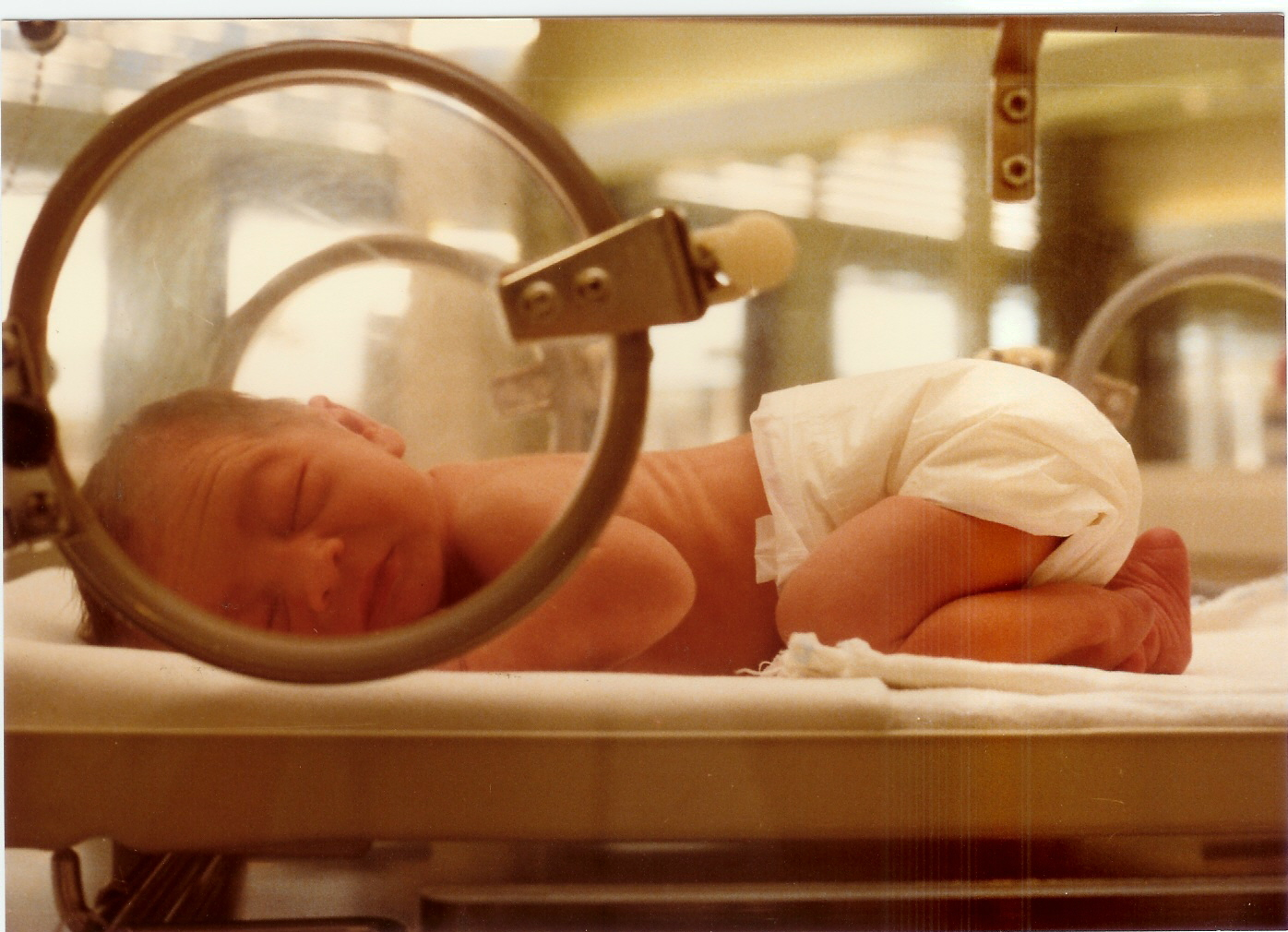
طفل حديث الولادة في وحدة العناية المركزة لحديثي الولادة.

تمريض الأطفال حديثي الولادة هو تخصص فرعي للتمريض يختص بالرعاية التمريضية للأطفال حديثي الولادة حتى 28 يومًا بعد الولادة. يتطلب تمريض الأطفال حديثي الولادة درجة عالية من المهارة والإخلاص والقوة العاطفية لأن التمريض يعتني بأطفال حديثي الولادة ولدوا مع مجموعة متنوعة من المشاكل التي تتراوح بين الخُدج، والعيوب الخلقية، والعدوى، والأمراض القلبية الخلقية، والمشاكل الجراحية.
يعتبر تمريض الأطفال حديثي الولادة جزءًا حيويًا من فريق رعاية الأطفال حديثي الولادة، وهم مطالبون بمعرفة أساسيات الإنعاش للأطفال حديثي الولادة، وأن يكونوا قادرين على التحكم في درجة حرارة الأطفال حديثي الولادة، ومعرفة كيفية بدء مراقبة قياس التأكسج القلب.
يرعى تمريض الأطفال حديثي الولادة الأطفال من وقت ولادتهم حتى خروجهم من المستشفى. يولد ما يقارب من 40,000 من الأطفال ذوي الوزن المنخفض عند الولادة سنويًا في الولايات المتحدة.

## المستويات
هناك أربعة مستويات مختلفة من حضانة الأطفال حديثي الولادة. يشمل التصنيف المحدّث لمستويات الأطفال حديثي الولادة من قبل الأكاديمية الأمريكية لطب الأطفال المستوى الرابع.
المستوى الأول يتكون من رعاية الأطفال حديثي الولادة الأصحاء. غالبًا ما يشارك الأطفال حديثي الولادة الأصحاء غرفتهم مع والدتهم، وعادةً ما يخرج كلا المريضين من المستشفى بسرعة. هذا المستوى غير شائع في الولايات المتحدة.
المستوى الثاني يوفر رعاية متوسطة أو خاصة للأطفال حديثي الولادة أو الخُدج. وقد يحتاج الأطفال حديثي الولادة هنا إلى علاج خاص مقدم من طاقم التمريض، أو قد يحتاجون ببساطة إلى مزيد من الوقت قبل الخروج من المستشفى.
المستوى الثالث، وحدة العناية المركزة للأطفال حديثي الولادة، تعالج الأطفال حديثي الولادة الذين لا يمكن علاجهم في المستويات الأول والثاني، ويحتاجون إلى تكنولوجيا عالية للبقاء على قيد الحياة، مثل أنابيب التنفس والتغذية. يمثل التمريض نسبة 90% من موظفي وحدة العناية المركزة للأطفال حديثي الولادة.
المستوى الرابع يشمل جميع مهارات المستوى الثالث، بالإضافة لوجود عناية شاملة للأطفال حديثي الولادة للحالات الأكثر تعقيدًا. وهذا يشمل وجود أطباء أطفال حديثي الولادة وجراحين مقيمين على مدار اليوم، للمشاركة في إجراءات جراحية معقدة مثل: مشاكل القلب الخلقية والتشوهات المكتسبة.

## التغييرات في رعاية الأطفال حديثي الولادة
اعتمد تخصص رعاية الأطفال حديثي الولادة عام 1960 في الولايات المتحدة، وهو نفس العام الذي تم فيه تأسيس أول وحدة عناية مركزة للأطفال حديثي الولادة في الولايات المتحدة. على مدار السنوات الماضية، كانت هناك بعض التغييرات الرئيسية في رعاية الأطفال حديثي الولادة، منها اختراع الحاضنة، والتغيرات في الرعاية التنفسية وتطوير المؤثرات السطحية.

### الحاضنة
الحاضنة هي جهاز يستخدم للحفاظ على الظروف البيئية المناسبة لحديثي الولادة. يتم استخدامها في الولادة المبكرة أو لبعض الرضع المرضى المولودين في الوقت الطبيعي.
- في عام 1880، كان الدكتور تارنير مقتنعًا بأن الحفاظ على درجة الحرارة الداخلية كان مفتاحًا لإنقاذ الخُدج. هذا دفعه لتقديم أول حاضنة بشرية. استمد الفكرة عندما رأى حارس حديقة حيوانات يستخدم حاضنة في نقل الكلاب، وعندها طلب منه تصميم واحدة مماثلة للأطفال الخدج.

- لاحقًا، قام الدكتور ديلي بتوسيع استخدام وظيفة الحاضنة من خلال دمج حجرة الأكسجين والحرارة الكهربائية في شكل يسمح للحاضنة بنقلها في سيارات الإسعاف.

### الرعاية التنفسية
- تحسن معدل بقاء الأطفال حديثي الولادة بشكل كبير منذ بدء استخدام الأكسجين للخدج.
- بدأ العلاج بالأكسجين بجهاز معدني متشعب في المنخر، وحاليًا بواسطة أنابيب بلاستيكية رقيقة في المنخر، والمعروفة أيضًا باسم «قنية أنفية».
- كانت التهوية الأولى للرضيع في عام 1961 في حالة ضغط مجرى التنفس الإيجابي، وتم تحسين التهوية الميكانيكية عام 1971.
- عام 1973 تم استخدام أقنعة الضغط التنفسي الإيجابي المستمر لأول مرة كشكل بديل لضغط نهاية الزفير الإيجابي.

### المؤثرات السطحية
- أجريت أول دراسة لاستخدام المؤثرات السطحية على الرضع في اليابان عام 1980.
- منذ البدء بالعلاج بواسطة المؤثرات السطحية، تحسن معدل وفيات الرضع بنسبة 50%.
- عملت المؤثرات السطحية مشتركة مع علاج تنفسي قليل الغازية (فقاعة - الضغط الهوائي الإيجابي المستمر أو الأنف - الضغط الهوائي الإيجابي المستمر).

## المؤهلات والمتطلبات

### أستراليا
في أستراليا، تحتاج للعمل كممرض أطفال حديثي الولادة إلى أن تكون ممرضًا مسجلًا (ممرض قانوني) أو قابلة. ستحتاج إلى عامين من الخبرة التمريضية العملية في وحدة الأطفال حديثي الولادة قبل أن تكون مؤهلًا لإجراء دراسات عليا في تخصص تمريض الأطفال حديثي الولادة. يتطلب هذا عادةً الحصول على درجة دبلوم الدراسات العليا في التمريض السريري. 

## الأدوار والمسؤوليات

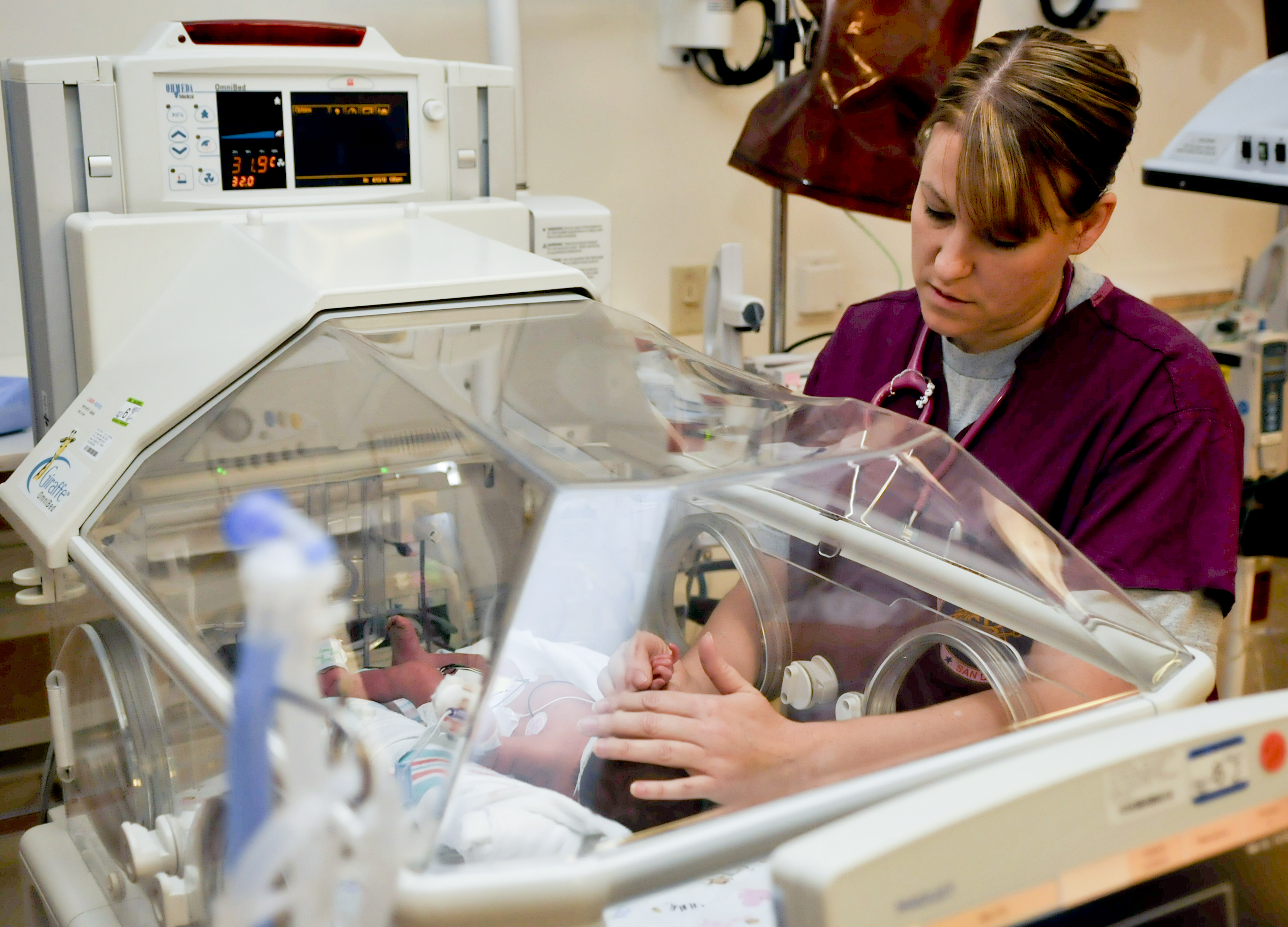
ممرضة الأطفال حديثي الولادة تفحص مولودًا جديدًا.

## حرز أبغار

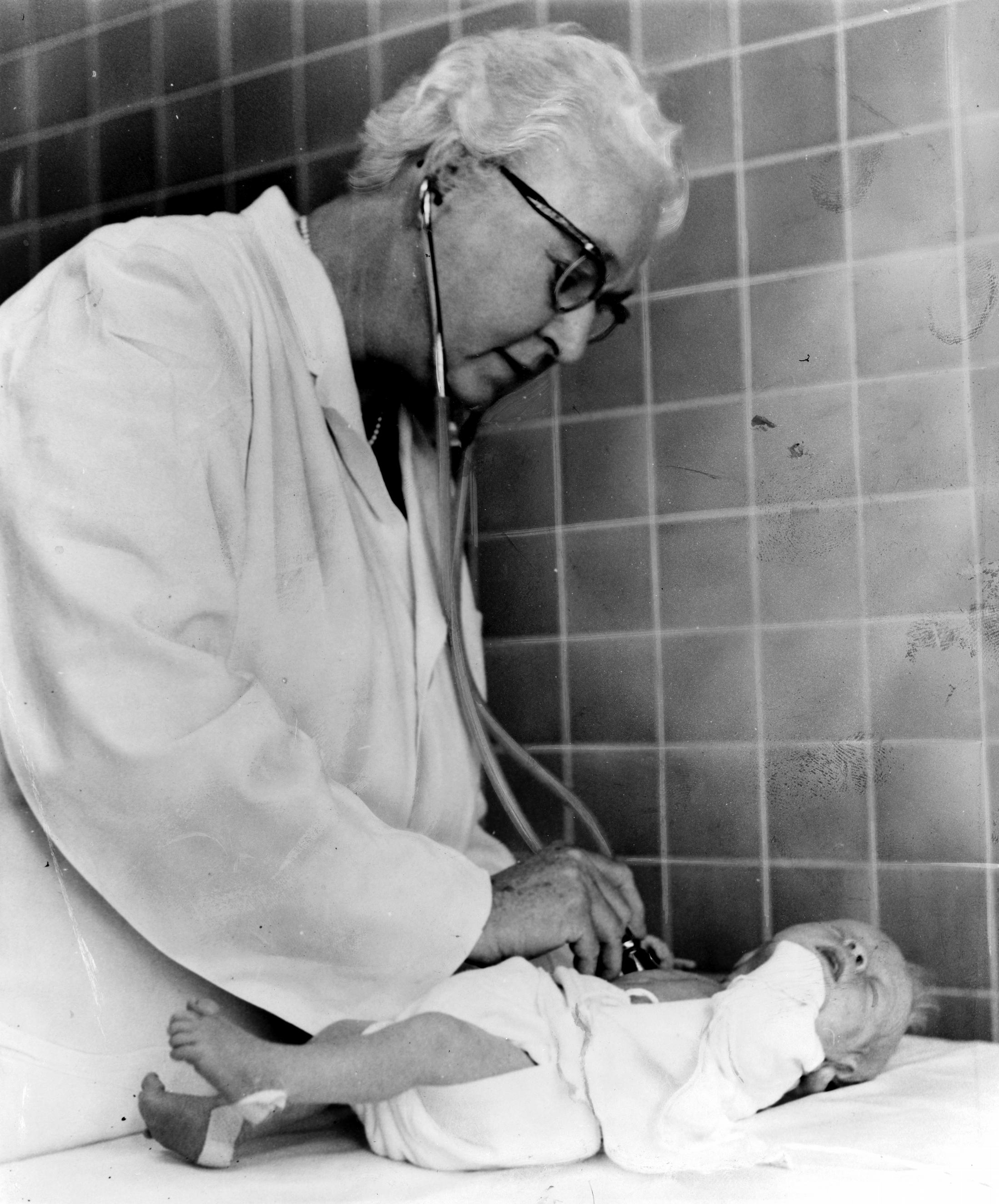
دكتور فيرجينيا أبغار

حرز أبغار(بالإنجليزية: Apgar score)‏ ابتكرته د. فيرجينيا أبغار في عام 1952 كوسيلة من وسيلة بسيطة وسريعة لتقييم الحالة الصحية للأطفال حديثي الولادة بعد الولادة مباشرة. كانت أبغار طبيبة تخدير، وقد ابتكرت هذه الطريقة بغية التأكد من آثار التخدير في الولادة على الرضع.

### المعايير
|                    | لا درجات "0"    | درجة واحدة"1"          | درجتين "2"        | الاسم المختصر |
| ------------------ | --------------- | ---------------------- | ----------------- | ------------- |
| لون الجلد          | إزرقاق كل الجسم | إزرقاق في الأطراف فقط  | لا يوجد إزرقاق    | المظهر        |
| معدل نبضات القلب   | أقل من 60*      | أقل من 100 وأكبر من 60 | أكبر من 100       | النبض         |
| الاستجابة للمؤثرات | لا يوجد استجابة | يمتعض واستجابة خفيفة   | يعطس ويستجيب جيداً | قسمات الوجه   |
| حركة العضلات       | لا يوجد         | إلى حد ما              | حركة نشيطة        | النشاط        |
| التنفس             | لا يوجد         | ضعيف أو غير منتظم      | قوى               | التنفس        |

- عندما يكون معدل النبض اقل من 60 في الأطفال حديثى الولادة يعتبر توقف للقلب.

## وصلات خارجية
- Association of Women's Health, Obstetric and Neonatal Nurses.
- أكاديمية تمريض الأطفال حديثي الولادة.
- Pre Conception& Neonatal.